# John Bunn Award
Il premio John Bunn (in inglese: John Bunn Award, e più precisamente John W. Bunn Lifetime Achievement Award) è un premio conferito ogni anno dal Naismith Memorial Basketball Hall of Fame a chi, nel corso della carriera, si è distinto in modo particolare nel mondo della pallacanestro.
È intitolato alla memoria di John Bunn, primo direttore del "Basketball Hall of Fame Committee", in carica dal 1949 al 1969. Dopo l'iscrizione nella Hall of Fame, il John Bunn Award è l'onorificenza più prestigiosa conferita dal Naismith Memorial Basketball Hall of Fame.
Tra i premiati figurano cestisti, allenatori, dirigenti, ad anche la squadra degli Harlem Globetrotters.

## Vincitori
|  | Membri del Naismith Memorial Basketball Hall of Fame |

| Anno | Vincitore            |
| ---- | -------------------- |
| 1973 | John Bunn            |
| 1974 | John Wooden          |
| 1975 | Walter Kennedy       |
| 1976 | Henry Iba            |
| 1977 | Cliff Fagan          |
| 1978 | Curt Gowdy           |
| 1979 | Eddie Gottlieb       |
| 1980 | Red Auerbach         |
| 1981 | Ray Meyer            |
| 1982 | Danny Biasone        |
| 1983 | Bob Cousy            |
| 1984 | Larry O'Brien        |
| 1985 | Lee Williams         |
| 1986 | Grady Lewis          |
| 1987 | Dave Gavitt          |
| 1988 | Haskell Hillyard     |
| 1989 | George Killian       |
| 1990 | Pat Head Summitt     |
| 1991 | Morgan Wootten       |
| 1992 | Will Robinson        |
| 1993 | Joe Vancisin         |
| 1994 | William Wall         |
| 1995 | P.J. Carlesimo       |
| 1996 | Vic Bubas            |
| 1997 | C.M. Newton          |
| 1998 | Tex Winter           |
| 1999 | Harlem Globetrotters |
| 2000 | Meadowlark Lemon     |
| 2001 | Tom Jernstedt        |
| 2002 | Harvey Pollack       |
| 2003 | Joe O'Brien          |
| 2004 | Zelda Spoelstra      |
| 2005 | Marty Blake          |
| 2006 | Betty Jaynes         |
| 2007 | Satch Sanders        |
| 2008 | Val Ackerman         |
| 2009 | Red Kerr             |
| 2010 | Don Meyer            |
| 2011 | Brian McIntyre       |
| 2012 | Pat Williams         |
| 2013 | George Raveling      |
| 2014 | Al Attles            |
| 2015 | Rod Thorn            |
| 2016 | Jim Delany           |
| 2017 | Michael Goldberg     |
| 2017 | Donald Rowe          |
| 2018 | Jim Host             |
| 2018 | Harley Redin         |
| 2019 | Del Harris           |
| 2019 | Harry Glickman       |
| 2020 | Timothy Nugent       |
| 2021 | Carol Stiff          |
| 2022 | Reggie Minton        |
| 2023 | Tom Konchalski       |